# 에브야타르
에브야타르(히브리어: אֶבְיָתָר) 혹은 아비아달은 연합 이스라엘 왕국의 대제사장으로 다윗 왕 시기 때 활동했고 성경에 잠깐 언급되어 나온다.
에브야타르 대제사장은 야히툽의 손자이자 아히멜렉의 아들로 이스라엘의 왕 사울이 놉의 사제들을 공격해 학살할 때 살아남아 다윗으로 가 이 소식을 전했다고 하며 이후 다윗이 시글락 전투에서 아말렉을 칠 때 다윗에게 에폿을 가져오기도 했고 다윗이 압살롬의 난을 피해 요르단 지역으로 피신할 때도 아들 요나단과 함께 갔다. 그리고 브나야의 아들 여호야다와 함께 압살롬의 난 때 자살한 아히토펠의 뒤를 잇기도 했다.
그러나 다윗 왕 말년기에 다윗의 휘하 장수 요압과 의논해 하낏의 아들 아도니야를 왕으로 지지하는 실수는 범한다. 하지만 이 일이 다윗에게 알려져 결국 해임당했으며 그의 빈 자리는 다윗의 대제사장 차독이 차지했다.